# 筑豊とんちゃん
筑豊とんちゃん （ちくほうとんちゃん）とは、福岡県筑豊地域に伝わる「とんちゃん」（ホルモン）料理である。

## 概要
筑豊のとんちゃん料理は、朝鮮半島から出稼ぎで炭鉱で働いていた朝鮮人たちがもたらしたホルモン文化が筑豊の土地柄と結びついて独自に発展したものといえる。
「とんちゃん」（「トンちゃん」とも）という言葉はホルモンを意味する言葉で、筑豊のみならず対馬や宮城県にも「とんちゃん」の名のつく料理が存在する。「とんちゃん」という言葉の語源ははっきりとは分かっていないが、ホルモン文化が在日朝鮮人によって日本にもたらされた事から朝鮮語の「チャン」（腸）などが語源ではないかと考えられている。
生まれた当初は七輪の上にセメント紙（セメント袋に使われていた紙。厚手で防水加工が施されており、無料同然で手に入ったため広く普及した）を敷いてその上に具材を乗せて調理していたが、現在では鉄板を使った鍋で調理されることが多い。
とんちゃんをたれで煮込んだ「とんちゃん鍋」は博多のもつ鍋のルーツという説もある。ただし、もつ鍋はスープの中に具材を入れて煮込むが、とんちゃん鍋はたれのみを使い、野菜の水分を利用を利用して煮込むという特徴がある。ちなみに、筑豊のとんちゃんには牛の内臓の方が多く使われるという。

## 歴史
他の地域と同じように、いわゆるホルモン文化は朝鮮半島からもたらされた。炭鉱によって繁栄していた筑豊地域では当時大勢の朝鮮人が働いており、筑豊のホルモン文化は彼らによってもたらされたものと考えられている。内臓は不潔なものと考えられていたため当初は抵抗感を覚える者もいたが、値段が安いことや独特の食感もあって次第に広がっていったという。
昭和30年代（1950年代）始めには伊田の「朝日食堂」、後藤寺の「平和食堂」の2件がとんちゃん料理を提供し、大いに賑わったという。朝日食堂は焼き鍋にニンニク醤油で漬けこんだホルモン料理を、平和食堂は金網の上にセメント紙を乗せてその上にホルモンを置いてみそ味のたれで焼くホルモン料理を提供していたという。
その後、昭和30年代中ほどからセメント紙の代わりに鉄板の中央を窪ませた鍋が広く用いられるようになったという。ホルモン料理が家庭に広まったのもこの頃という説がある。
田川市ではとんちゃんを使って町おこしをしようという活動が展開されており、市民団体「田川ホルモン喰楽歩」が「田川ホルモン鍋」を田川市のB級グルメとしてPRしている。2012年からはB-1グランプリにも参加しており、北九州市で開催された第7回B-1グランプリでは6位に入賞している。